# برايان آيرلادند
برايان آيرلادند (بالإنجليزية: Brian Ireland)‏ هو منتج أسطوانات أمريكي، ولد في 14 نوفمبر 1980 في كاليفورنيا في الولايات المتحدة.

## وصلات خارجية
- برايان آيرلادند على موقع ميوزك برينز (الإنجليزية)
- برايان آيرلادند على موقع ديسكوغز (الإنجليزية)